# Dominic Inglot
Dominic Inglot, né le 6 mars 1986 à Londres, est un joueur britannique de tennis, professionnel entre 2009 et 2022.
Spécialiste de double, il a remporté quatorze titres et atteint treize autres finales sur le circuit ATP, faisant de lui l'un des meilleurs joueurs britanniques des années 2010.

## Carrière
Dom Inglot a été la doublure de Paul Bettany dans le film La Plus Belle Victoire (Wimbledon en VO), sorti en 2004. Il a étudié la finance à l'université de Virginie avant de passer professionnel en août 2009.
N'ayant jamais dépassé la 500e place mondiale en simple, il se spécialise dans le double dès 2010. Il se fait connaître lors du tournoi de Wimbledon en écartant aux côtés de Chris Eaton la paire n°1 mondiale et double tenante du titre Nestor-Zimonjić au deuxième tour. Il remporte cette année-là ses deux premiers tournois Challenger avec le Philippin Treat Huey à Vancouver et Binghamton. La paire crée la surprise deux ans plus tard en s'adjugeant l'ATP 500 de Washington puis celui de Bâle l'année suivante. Son meilleur classement est atteint en mai 2014 avec une 18e place mondiale. Il met fin à sa collaboration avec Huey en fin d'année. Celle-ci a été marquée par trois titres ainsi qu'un quart de finale à l'US Open 2013 et à l'Open d'Australie 2014. Lors de l'Open d'Australie 2015 avec Florin Mergea, il bat les frères Bryan en huitièmes de finale. Fin 2015, il est demi-finaliste du Masters de Paris-Bercy.
Il obtient par la suite pour meilleur résultat en Grand Chelem une demi-finale à l'US Open 2015 avec Robert Lindstedt puis une seconde à l'US Open 2018 avec Franko Škugor. Associé à ce dernier, il remporte trois titres en 2018.
Dom Inglot compte 10 sélections avec l'équipe de Grande-Bretagne de Coupe Davis. Il a joué un match lors du premier tour de l'édition 2014, perdu contre les Américains Bob Bryan et Mike Bryan aux côtés de Colin Fleming. Lors de l'édition 2015, il est sélectionné et joue les huitièmes de finale. Il fait ainsi partie de l'équipe victorieuse en finale face à la Belgique. En 2016, il remporte un double avec Jamie Murray contre les Serbes, contribuant à la qualification de l'équipe pour les demi-finales. Toujours associé à Murray, il participé également aux campagnes 2017 et 2018. Il met fin à sa carrière en mars 2022.

## Palmarès

### Titres en double messieurs
| No | Date       | Nom et lieu du tournoi                 | Catégorie | Dotation    | Surface      | Partenaire           | Finalistes                      | Score              |          |
| -- | ---------- | -------------------------------------- | --------- | ----------- | ------------ | -------------------- | ------------------------------- | ------------------ | -------- |
| 1  | 30-07-2012 | Citi Open Washington                   | ATP 500   | 1 049 760 $ | Dur (ext.)   | Treat Huey           | Kevin Anderson Sam Querrey      | 7-67, 69-7, [10-5] | Parcours |
| 2  | 21-10-2013 | Swiss Indoors Basel Bâle               | ATP 500   | 1 445 835 € | Dur (int.)   | Treat Huey           | Julian Knowle Oliver Marach     | 6-3, 3-6, [10-4]   | Parcours |
| 3  | 16-06-2014 | Aegon International Eastbourne         | ATP 250   | 503 185 $   | Gazon (ext.) | Treat Huey           | Alexander Peya Bruno Soares     | 7-5, 5-7, [10-8]   | Parcours |
| 4  | 24-08-2015 | Winston-Salem Open Winston-Salem       | ATP 250   | 616 210 $   | Dur (ext.)   | Robert Lindstedt     | Eric Butorac Scott Lipsky       | 6-2, 6-4           | Parcours |
| 5  | 19-06-2016 | Aegon Open Nottingham Nottingham       | ATP 250   | 648 255 €   | Gazon (ext.) | Daniel Nestor        | Ivan Dodig Marcelo Melo         | 7-5, 7-64          | Parcours |
| 6  | 19-09-2016 | St. Petersburg Open Saint-Pétersbourg  | ATP 250   | 923 550 $   | Dur (int.)   | Henri Kontinen       | Andre Begemann Leander Paes     | 4-6, 6-3, [12-10]  | Parcours |
| 7  | 10-04-2017 | Grand-Prix Hassan II Marrakech         | ATP 250   | 482 060 €   | Terre (ext.) | Mate Pavić           | Marcel Granollers Marc López    | 6-4, 2-6, [11-9]   | Parcours |
| 8  | 23-04-2018 | Gazprom Hungarian Open Budapest        | ATP 250   | 501 345 €   | Terre (ext.) | Franko Škugor        | Matwé Middelkoop Andrés Molteni | 68-7, 6-1, [10-8]  | Parcours |
| 9  | 30-04-2018 | TEB BNP Paribas Istanbul Open Istanbul | ATP 250   | 426 145 €   | Terre (ext.) | Robert Lindstedt     | Ben McLachlan Nicholas Monroe   | 3-6, 6-3, [10-8]   | Parcours |
| 10 | 11-06-2018 | Libéma Open Bois-le-Duc                | ATP 250   | 612 755 €   | Gazon (ext.) | Franko Škugor        | Raven Klaasen Michael Venus     | 7-63, 7-5          | Parcours |
| 11 | 22-10-2018 | Swiss Indoors Basel Bâle               | ATP 500   | 1 984 420 € | Dur (int.)   | Franko Škugor        | Alexander Zverev Mischa Zverev  | 6-2, 7-5           | Parcours |
| 12 | 10-06-2019 | Libéma Open Bois-le-Duc                | ATP 250   | 635 750 €   | Gazon (ext.) | Austin Krajicek      | Marcus Daniell Wesley Koolhof   | 6-4, 4-6, [10-4]   | Parcours |
| 13 | 22-07-2019 | BB&T Atlanta Open Atlanta              | ATP 250   | 694 995 $   | Dur (ext.)   | Austin Krajicek      | Mike Bryan Bob Bryan            | 6-4, 65-7, [11-9]  | Parcours |
| 14 | 10-02-2020 | New York Open Long Island              | ATP 250   | 719 320 $   | Dur (int.)   | Aisam-Ul-Haq Qureshi | Reilly Opelka Steve Johnson     | 7-65, 7-66         | Parcours |

### Finales en double messieurs
| No | Date       | Nom et lieu du tournoi                                                | Catégorie | Dotation    | Surface      | Vainqueurs                      | Partenaire           | Score             |          |
| -- | ---------- | --------------------------------------------------------------------- | --------- | ----------- | ------------ | ------------------------------- | -------------------- | ----------------- | -------- |
| 1  | 09-04-2012 | US Men's Clay Court Championship Houston                              | ATP 250   | 442 500 $   | Terre (ext.) | James Blake Sam Querrey         | Treat Huey           | 7-614, 6-4        | Parcours |
| 2  | 22-10-2012 | Swiss Indoors Basel Bâle                                              | ATP 500   | 1 404 300 € | Dur (int.)   | Daniel Nestor Nenad Zimonjić    | Treat Huey           | 7-5, 64-7, [10-5] | Parcours |
| 3  | 18-05-2013 | Power Horse Cup Düsseldorf                                            | ATP 250   | 410 200 $   | Terre (ext.) | Andre Begemann Martin Emmrich   | Treat Huey           | 7-5, 6-2          | Parcours |
| 4  | 19-08-2013 | Winston-Salem Open Winston-Salem                                      | ATP 250   | 575 250 $   | Dur (ext.)   | Daniel Nestor Leander Paes      | Treat Huey           | 7-610, 7-5        | Parcours |
| 5  | 16-09-2013 | St. Petersburg Open Saint-Pétersbourg                                 | ATP 250   | 455 775 $   | Dur (int.)   | David Marrero Fernando Verdasco | Denis Istomin        | 7-66, 6-3         | Parcours |
| 6  | 12-01-2015 | Heineken Open Auckland                                                | ATP 250   | 464 490 $   | Dur (ext.)   | Raven Klaasen Leander Paes      | Florin Mergea        | 7-61, 6-4         | Parcours |
| 7  | 02-02-2015 | Open Sud de France Montpellier                                        | ATP 250   | 439 405 €   | Dur (int.)   | Marcus Daniell Artem Sitak      | Florin Mergea        | 3-6, 6-4, [16-14] | Parcours |
| 8  | 06-06-2016 | Ricoh Open Bois-le-Duc                                                | ATP 250   | 566 525 €   | Gazon (ext.) | Mate Pavić Michael Venus        | Raven Klaasen        | 3-6, 6-3, [11-9]  | Parcours |
| 9  | 20-02-2017 | Open 13 Provence Marseille                                            | ATP 250   | 620 660 €   | Dur (int.)   | Julien Benneteau Nicolas Mahut  | Robin Haase          | 6-4, 69-7, [10-5] | Parcours |
| 10 | 19-02-2018 | Open 13 Provence Marseille                                            | ATP 250   | 645 485 €   | Dur (int.)   | Raven Klaasen Michael Venus     | Marcus Daniell       | 62-7, 6-3, [10-4] | Parcours |
| 11 | 29-07-2019 | Abierto Mexicano de Tenis Mifel presentado por Cinemex Cabo San Lucas | ATP 250   | 762 455 $   | Dur (ext.)   | Romain Arneodo Hugo Nys         | Austin Krajicek      | 7-5, 5-7, [16-14] | Parcours |
| 12 | 03-02-2020 | Open Sud de France Montpellier                                        | ATP 250   | 542 695 €   | Dur (int.)   | Nikola Čačić Mate Pavić         | Aisam-Ul-Haq Qureshi | 6-4, 6-74, [10-4] | Parcours |
| 13 | 26-04-2021 | Millennium Estoril Open Estoril                                       | ATP 250   | 481 270 €   | Terre (ext.) | Hugo Nys Tim Pütz               | Luke Bambridge       | 7-5, 3-6, [10-3]  | Parcours |

## Parcours dans les tournois duGrand Chelem

### En double
| Année | Open d'Australie            | Open d'Australie        | Internationaux de France      | Internationaux de France  | Wimbledon                       | Wimbledon                   | US Open                      | US Open                  |
| ----- | --------------------------- | ----------------------- | ----------------------------- | ------------------------- | ------------------------------- | --------------------------- | ---------------------------- | ------------------------ |
| 2010  | —                           | —                       | —                             | —                         | 1/8 de finale C. Eaton          | J. Benneteau M. Llodra      | —                            | —                        |
|       |                             |                         |                               |                           |                                 |                             |                              |                          |
| 2012  | —                           | —                       | 1/8 de finale T. Huey         | A. Qureshi J.-J. Rojer    | 1er tour (1/32) T. Huey         | J. Erlich Andy Ram          | 2e tour (1/16) T. Huey       | A. Peya B. Soares        |
| 2013  | 1er tour (1/32) T. Huey     | Max Mirnyi Horia Tecău  | 1/8 de finale T. Huey         | M. Llodra N. Mahut        | 1/8 de finale T. Huey           | Bob Bryan Mike Bryan        | 1/4 de finale T. Huey        | Ivan Dodig M. Melo       |
| 2014  | 1/4 de finale T. Huey       | Eric Butorac R. Klaasen | 2e tour (1/16) T. Huey        | Mate Pavić André Sá       | 1er tour (1/32) T. Huey         | Mate Pavić André Sá         | 1er tour (1/32) T. Huey      | Be. Becker Artem Sitak   |
| 2015  | 1/4 de finale F. Mergea     | J.-J. Rojer Horia Tecău | —                             | —                         | 2e tour (1/16) Roger-Vasselin   | M. Matkowski N. Zimonjić    | 1/2 finale R. Lindstedt      | P.-H. Herbert N. Mahut   |
| 2016  | 1/8 de finale R. Lindstedt  | J. Murray B. Soares     | —                             | —                         | 2e tour (1/16) D. Nestor        | J. Benneteau Roger-Vasselin | 1er tour (1/32) M. Draganja  | O. Marach F. Martin      |
| 2017  | 1/8 de finale F. Mergea     | P.-H. Herbert N. Mahut  | 1er tour (1/32) Robin Haase   | T. Huey Denis Istomin     | 1er tour (1/32) Robin Haase     | P. Petzschner A. Peya       | 1er tour (1/32) D. Nestor    | M. Elgin D. Medvedev     |
| 2018  | 1/4 de finale M. Daniell    | O. Marach Mate Pavić    | 1er tour (1/32) F. Škugor     | N. Mektić A. Peya         | 1/2 finale F. Škugor            | Mike Bryan Jack Sock        | 1/8 de finale F. Škugor      | Mike Bryan Jack Sock     |
| 2019  | 2e tour (1/16) F. Škugor    | M. Demoliner F. Nielsen | 1er tour (1/32) Martin Kližan | L. Paes B. Paire          | 1er tour (1/32) Austin Krajicek | Jaume Munar C. Norrie       | 1er tour (1/32) M. Demoliner | K. Krawietz Andreas Mies |
| 2020  | 1er tour (1/32) A. Qureshi  | J.-J. Rojer Horia Tecău | 1er tour (1/32) A. Qureshi    | M. Guinard A. Rinderknech | Annulé                          | Annulé                      | 1er tour (1/16) A. Qureshi   | Jack Sock J. Withrow     |
| 2021  | 2e tour (1/16) L. Bambridge | Ivan Dodig F. Polášek   | 1er tour (1/32) L. Bambridge  | Jamie Murray Bruno Soares | 2e tour (1/16) L. Bambridge     | Max Purcell Luke Saville    | 2e tour (1/16) A. Krajicek   | Evan King H. Reese       |
| 2022  | 2e tour (1/16) K. Skupski   | R. Klaasen B. McLachlan | —                             | —                         | —                               | —                           | —                            | —                        |

N.B. : le nom du partenaire se trouve sous le résultat ; le nom des ultimes adversaires se trouve à droite.

### En double mixte
| Année | Open d'Australie               | Open d'Australie            | Internationaux de France      | Internationaux de France        | Wimbledon                    | Wimbledon                     | US Open                      | US Open                      |
| ----- | ------------------------------ | --------------------------- | ----------------------------- | ------------------------------- | ---------------------------- | ----------------------------- | ---------------------------- | ---------------------------- |
| 2012  | —                              | —                           | —                             | —                               | 3e tour (1/8) Laura Robson   | Hsieh Su-wei Colin Fleming    | —                            | —                            |
| 2013  | —                              | —                           | —                             | —                               | 2e tour (1/16) J. Konta      | K. Mladenovic Daniel Nestor   | —                            | —                            |
| 2014  | 2e tour (1/8) Abigail Spears   | A. Medina Bruno Soares      | 2e tour (1/8) Klaudia Jans    | Alizé Cornet J. Eysseric        | 2e tour (1/16) J. Konta      | Bob Bryan Květa Peschke       | —                            | —                            |
| 2015  | —                              | —                           | —                             | —                               | 1er tour (1/32) E. Svitolina | Belinda Bencic Philipp Oswald | 1er tour (1/16) K. Srebotnik | R. Kops-Jones R. Klaasen     |
| 2016  | 1er tour (1/16) Pavlyuchenkova | Martina Hingis Leander Paes | —                             | —                               | 2e tour (1/16) Laura Robson  | A. Klepač A. Peya             | 2e tour (1/8) M. Krajicek    | A.-L. Grönefeld Robert Farah |
| 2017  | —                              | —                           | 1/4 de finale A. Klepač       | A. Hlaváčková É. Roger-Vasselin | 1er tour (1/32) Laura Robson | N. Melichar A. Begemann       | —                            | —                            |
| 2018  | —                              | —                           | 2e tour (1/8) Johanna Konta   | Forfait                         | 1er tour (1/32) S. Stosur    | Sloane Stephens Jack Sock     | —                            | —                            |
| 2019  | 1er tour (1/16) J. Larsson     | K. Mladenovic R. Lindstedt  | 1er tour (1/32) M. Buzărnescu | D. Jurak A. Krajicek            | —                            | —                             | —                            | —                            |

N.B. : le nom de la partenaire se trouve sous le résultat ; le nom des ultimes adversaires se trouve à droite.

## Classements ATP en fin de saison
| Année          | 2004 | 2005 | 2006 | 2007 | 2008 | 2009 | 2010 | 2011 | 2012 | 2013 | 2014 | 2015 | 2016 | 2017 | 2018 | 2019 | 2020 | 2021 | 2022 |
| Rang en simple | 1447 | 1286 | –    | –    | –    | 742  | 707  | –    | 883  | 949  | –    | –    | –    | –    | –    | –    | –    | –    | –    |
| Rang en double | 1624 | 1145 | –    | –    | –    | 317  | 116  | 544  | 40   | 28   | 48   | 23   | 43   | 51   | 20   | 60   | 60   | 60   | 562  |

Source : (en) Classements de Dominic Inglot sur le site officiel de la Fédération internationale de tennis